# Fairview (Montana)
Pour les articles homonymes, voir Fairview.
Fairview est une municipalité américaine située dans le comté de Richland au Montana. Selon le recensement de 2010, sa population est de 840 habitants. La municipalité s'étend alors sur une superficie de 0,97 milles carrés (2,51 km2).
La localité est fondée en 1904 par Lewis E. Newlon. Elle devient une municipalité en 1913 et adopte le nom de Fairview, Newlon refusant que le village porte son nom.